# زوي سادوسكي سينوت
زوي سادوسكي سينوت (مواليد 6 مارس 2001) هي لاعبة تزلج على الثلوج نيوزيلندية، فازت بالميدالية الذهبية في الألعاب الأولمبية الشتوية 2022.

## وصلات خارجية
- زوي سادوسكي سينوت على موقع الاتحاد الدولي للتزلج (ركوب لوح الثلج) (الإنجليزية)
- زوي سادوسكي سينوت على موقع اللجنة الأولمبية الدولية (الإنجليزية)
- زوي سادوسكي سينوت على موقع أوليمبيديا (الإنجليزية)
- زوي سادوسكي سينوت على موقع اللجنة الأولمبية النيوزيلندية (الإنجليزية)